# Болонов-Селец
Боло́нов-Селе́ц (бел. Бало́наў Сяле́ц) — деревня в Быховском районе Могилёвской области Республики Беларусь. В составе Черноборского сельсовета.

## География

### Расположение
В 45 км от Могилёва, в 15 км от железнодорожной станции Семуковичи (железная дорога Могилёв I — Осиповичи).

### Водная система
Река Болоновка (приток Друти).

## История

### Речь Посполитая
Впервые упоминается в XVI веке, в составе Быховского графства.

### Российская империя
В 1831 году работали сукновальня, водяная мельница. В 1883 году село в Глухской волости Быховского уезда. В 1888 году открыто 1-классное народное училище (на 1894 — 55 мальчиков и 4 девочки, на 1913 — 37 и 12). В 1897 году хлебозапасный магазин, питейный дом, Георгиевская церковь, раз в год проводилась ярмарка.

## Население

### Численность
- 2009 год — 45 жителей

### Динамика
- 1858 год — 485 душ мужского пола.
- 1883 год — 1328 жителей, 164 двора
- 1897 год — 877 жителей, 149 дворов
- 1909 год — 944 жителей, 153 двора
- 2009 год — 45 жителей

## Достопримечательность
- Стоянка периода раннего мезолита (8 — 6 тыс. до н.э.), на восточной окраине деревни, в поле —  Историко-культурная ценность Республики Беларусь, шифр 513В000174
- Фрагменты деревянной церкви (архитектор П. Г. Камбуров)
- Именная табличка на захоронении лётчика, погибшего в годы Великой Отечественной войны, лейтенанта Репина Константина Васильевича[4].

## Галерея

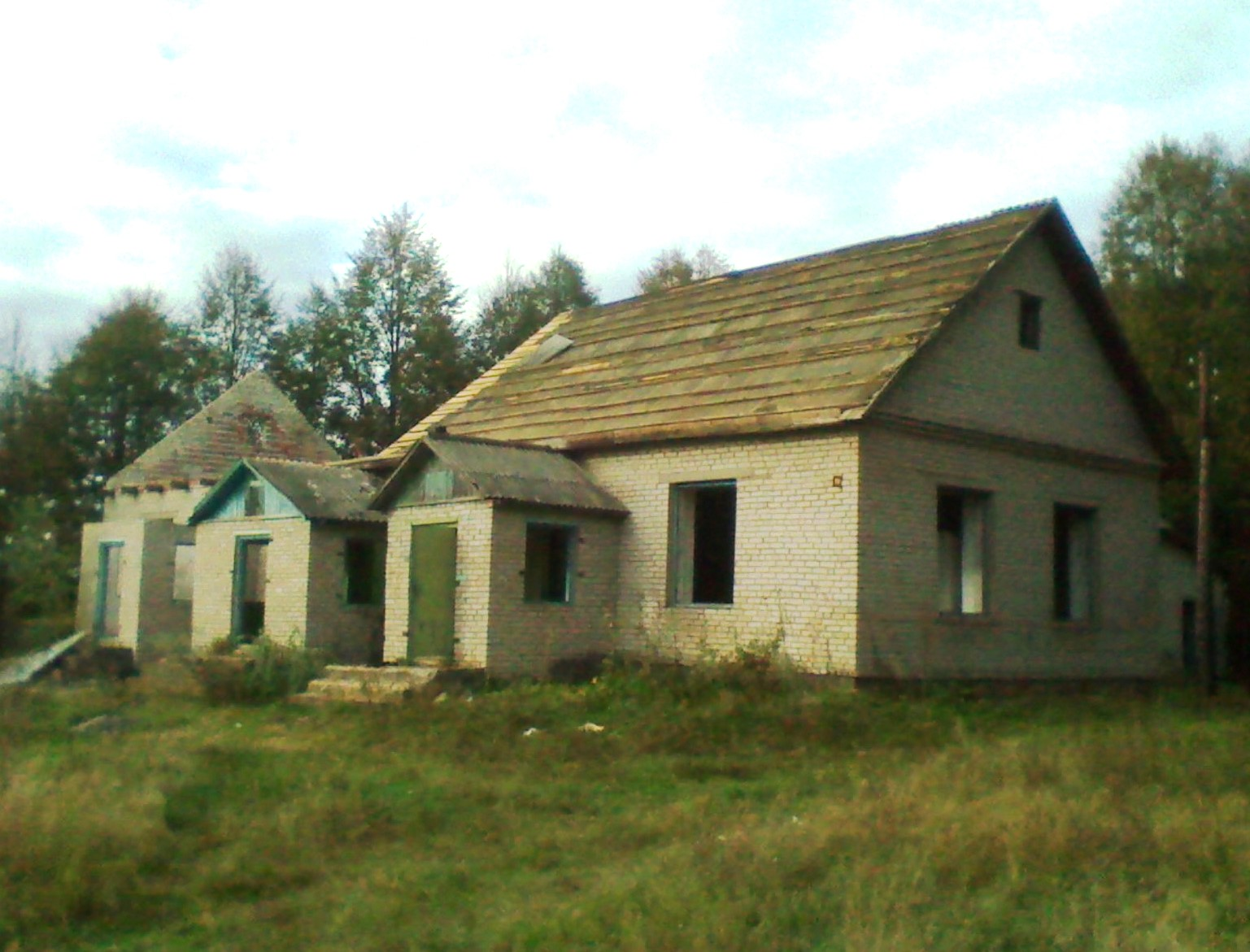
Административное здание, 2012 г.
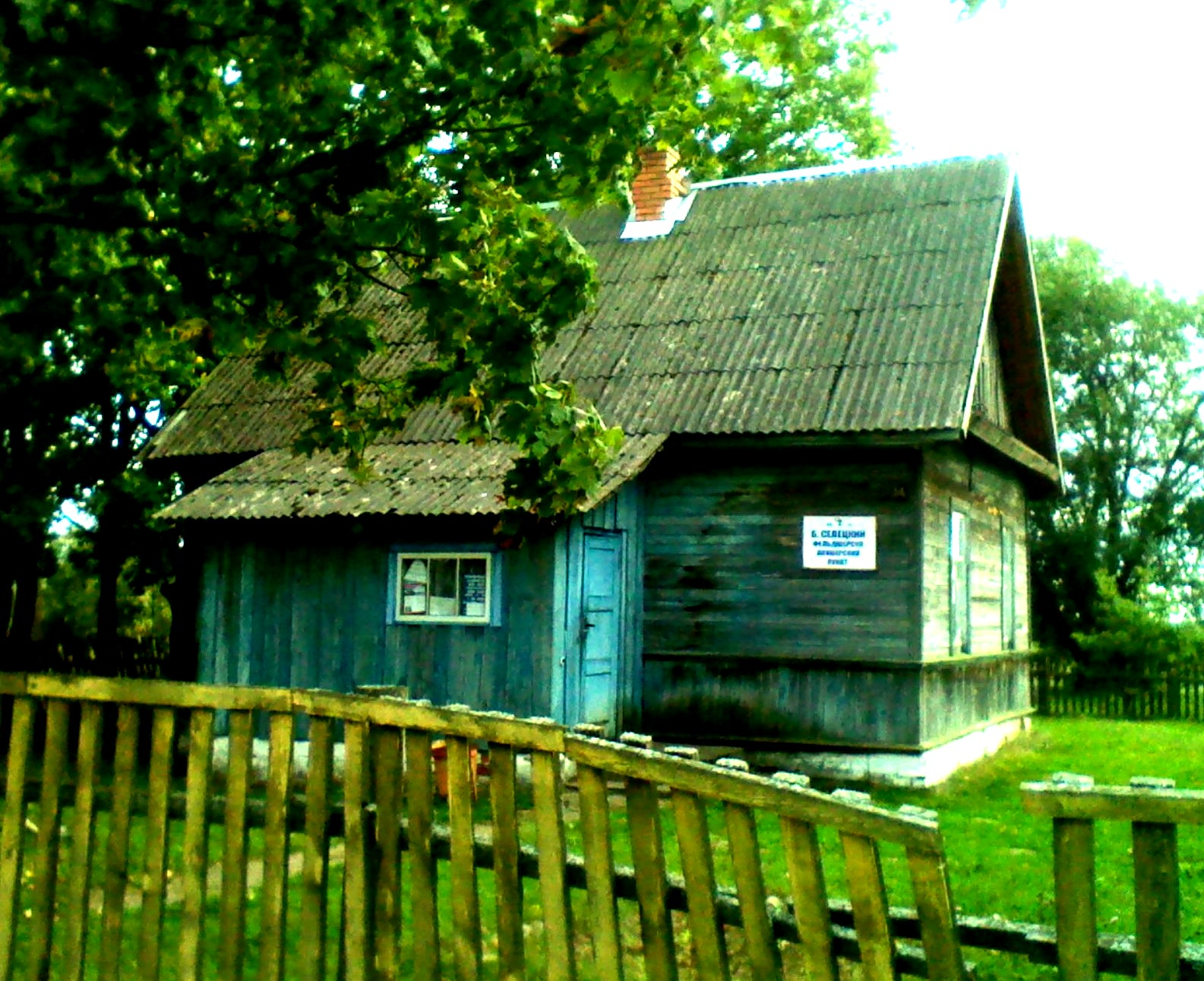
Здание ФАПа, 2012 г.
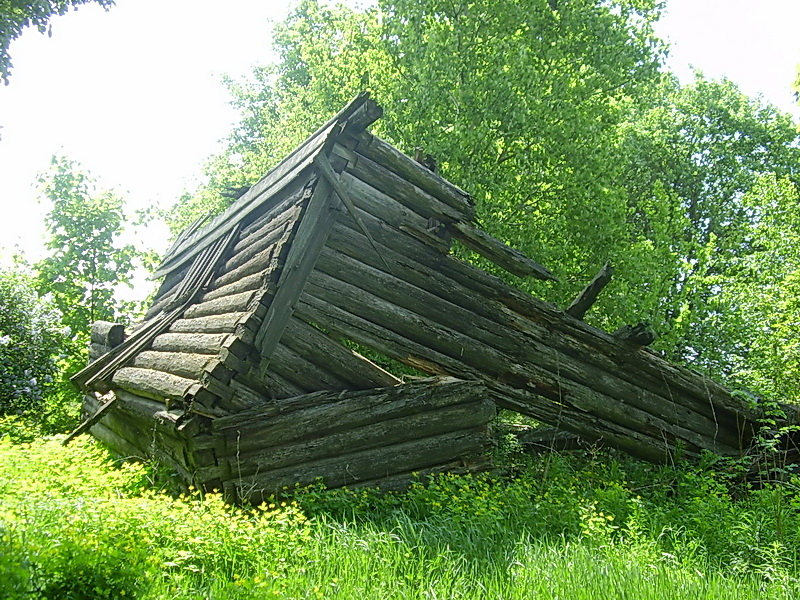
Руины церкви